# Aleksander Łoś
Aleksander Łoś herbu Dąbrowa – stolnik żytomierski w latach 1692-1696, pisarz grodzki lwowski w latach 1677-1682, podstoli lwowski w latach 1673-1692, sędzia kapturowy ziemi lwowskiej w 1696 roku.